# La vita di un giuocatore
La vita di un giuocatore è un'opera in tre atti di Pietro Raimondi, su libretto di Giuseppe Checcherini. La prima rappresentazione ebbe luogo al Teatro Nuovo di Napoli nell'inverno del 1831.

## Trama

### Epoca prima
All'interno di un ridotto, sono riuniti un gran numero di giocatori d'azzardo, intenti a bere, serviti dalla birraia Belisa: fra questi si contano il giovane Dermondo, che rapidamente si ritira; Varnero col suo intrigante napoletano Carluccio, fortunatissimi e pieni zeppi di denaro; e infine Giorgio, suo amico, che al contrario ha perso ben diecimila franchi. La perdita è particolarmente grave, perché quelli erano i soldi che il padre di Giorgio gli aveva dato per celebrare le nozze con la sua promessa sposa Amelia; Varnero, che dichiara di non avere la cifra che servirebbe all'amico giacché deve sbrigare un importante debito, gli suggerisce invece di impegnare i gioielli di Amelia presso Belisa, e di ritentare la sorte. La birraia accetta la richiesta, ma pretende che il denaro le rientri entro la notte corrente; in caso contrario, venderà i gioielli di Amelia. Giorgio torna dunque a giocare, e viene visto da Dermondo, che si scopre essere il fratello occulto di Amelia; costui è sdegnato dal comportamento del promesso sposo della sorella, e giura di impedire le nozze. Viene notato da Varnero, che incuriosito dalla sua presenza inizia ad interrogarlo; dalle sue parole, apprendiamo che Amelia è figlia di un uomo che la affidò al padre di Giorgio per poi partire per le Americhe con un bimbo, di lei fratello. Dermondo pare piuttosto innervosito, e Varnero, che di Amelia è innamorato e che in realtà sta cercando di far saltare le nozze cavalcando il vizio del gioco di Giorgio, si mette in allerta. Appena Dermondo si allontana, si ode un gran fracasso: Giorgio ha già perso tutti i denari, e dunque non può più nemmeno ricomprare i gioielli della sposa. Dunque chiede a Carluccio di recuperarli rubandoli, e l'intrigante napoletano, pur restio, tenta l'impresa fingendosi innamorato della birraia; questa, lusingata, abbassa la guardia, e Carluccio riesce nell'impresa per poi fuggire. Belinda non si accorge del furto fino a che Dermondo, incredulo del fatto che Giorgio ha impegnato i gioielli della sorella, non chiede alla donna di mostrarglieli; viene dunque allertata la guardia dei Carabinieri, che subito sospettano di Dermondo, il quale viene tratto in arresto. Intanto, a casa Germany, Amelia è avvolta dalle ansie per il prossimo matrimonio, sostenuta e incoraggiata dai camerieri Lucia e Valentino, nonché dal vecchio signore di Germany, padre di Giorgio. Da costoro apprendiamo non solo che Germany non sa che suo figlio ha passato la notte a giocare, ma anche che Giorgio ha un figlio, Albertino, avuto da una precedente moglie ormai defunta. Giungono subito dopo Giorgio e Varnero; quest'ultimo in particolare è odioso ad Amelia, e confida a Germany di temere la sua presenza. Giunge poco dopo anche Carluccio con i gioielli, che vengono consegnati ad Amelia; subito dopo, giungono le carrozze, che devono scortare gli sposi fino all'altare. Partiti Giorgio e Amelia col seguito, giunge al palazzo Dermondo, venuto a informare il vecchio Germany del carattere vizioso di Giorgio. Viene immediatamente mandato Valentino a fermare il nodo, ma giunge troppo tardi; dopo poco, fanno il loro ritorno gli sposi con Varnero e Carluccio, che si stupiscono di trovare Germany in lacrime; infine irrompono in scena i Carabinieri con Belinda, che accusa Giorgio, Varnero e Carluccio del furto. La birraia riconosce nei gioielli su Amelia quelli rubati, e svela a tutti che Giorgio li aveva impegnati a lei. Tutti inorridiscono, mentre Germany, addolorato e furibondo, maledice suo figlio.

### Epoca seconda
Sono passati cinque anni di matrimonio infelice fra Giorgio e Amelia. Il giovane è stato riscattato dal carcere con i suoi amici in seguito al pagamento di una somma ingente, ma ha dilapidato tutto il patrimonio del padre, che nel frattempo è deceduto, continuando a giocare, ignorando il figlioletto Albertino, ormai dodicenne; nel frattempo, Amelia è avvolta nello sconforto, abbandonata da tutti, pure da Dermondo, che pure la giovane ha ricercato. Per sfogare il suo dolore, la ragazza si dedica alla musica e all'arpa, con la quale intona dolorosi preludi. Giungono a farle visita Varnero e Carluccio, ma lei si rifiuta di incontrarli, e si rinchiude nella sua stanza; furibondo, Varnero ordina a Carluccio di fare alla giovane la sua dichiarazione d'amore, promettendole felicità e ricchezza in cambio della sua mano. L'intrigante dunque convince Lucia a fargli incontrare la sua padrona; ma questa è totalmente restia dal discutere con Carluccio. Questi le fa in modo goffe le profferte amorose del padrone, alle quali Amelia si sdegna e, in tutta risposta, molla uno schiaffo a Carluccio. Giunge Giorgio, che ha ricevuto le rimostranze di Varnero per non essere stato ricevuto; dunque aggredisce la moglie, la quale cerca di fargli aprire gli occhi, mettendolo in guardia dal fatto che il suo presunto amico sta solo cercando di fargli dilapidare tutte le sue sostanze. Giorgio risponde che Varnero è l'unica via di fuga dagli innumerevoli debitori, da cui ormai è assillato col rischio di essere incarcerato; avendo dunque grande bisogno di denaro, tanto da aver dilapidato mezzo milione di franchi e impegnato i mobili di casa, Giorgio chiede alla moglie il sostentamento per Albertino di diecimila franchi. Amelia dapprima si oppone fermamente, ma poi si impietosisce per il marito, che minaccia di uccidersi con uno stilo, e firma la rinuncia scritta al sostentamento di Albertino. Partiti i due sposi, giunge Dermondo, che per andare a visitare la sorella ha disertato e dunque deve rimanere occulto. Egli entra in camera di Amelia, dove la consola con dolce affetto; però il suo arrivo era stato notato da Carluccio, che rapidamente, credendo si trattasse di un amante della giovane, è andato ad avvisare Giorgio, che mettendo l'orecchio alla porta travisa il dialogo fra i due fratelli e viene rapidamente divorato dalla gelosia. Sfonda quindi la porta, e Dermondo lo affronta di petto, per partire furibondo pochi istanti dopo. Amelia svela al geloso sposo che si trattava solamente di suo fratello, e Giorgio, nonostante ciò, pretende che Dermondo non metta più piede in casa sua; poi, informa Amelia che per la serata di sarà una gran festa, per far credere alla società di non essere sull'orlo della rovina. Per l'occasione, ha fatto acquistare una nuova arpa, per far cantare e suonare Amelia; ma partiti tutti, si scopre che nella cassa dell'arpa ci sta Carluccio, che è stato incaricato di spalancare la via della camera di Amelia a Varnero, mentre Giorgio è distratto ai tavoli da gioco. Questi riesce dunque a penetrare negli appartamenti di Amelia, e fra lusinghe e minacce cerca di condurla con sé, mentre le urla di soccorso della ragazza non vengono sentite da nessuno per la festa. Giunge però Luigia, che era stata incaricata di far introdurre in gran segreto Dermondo a palazzo: Varnero dunque parte, permettendo a Dermondo di entrare; ma giunge subito dopo con Giorgio armato di pistola, sostenendo che il seduttore della moglie è rientrato nei suoi appartamenti. Senza pensarci due volte, Giorgio scarica sul corpo di Dermondo la propria pistola, prima di accorgersi, troppo tardi, dell'errore fatale. Giungono tutti i convitati, allarmati dal rumore, seguiti da un coro di ufficiali, giunti ad arrestare Giorgio, Varnero e Carluccio per delle cambiali falsate. Tutti sprofondano nella confusione nel dolore.

### Epoca terza
Altri cinque anni dopo, la scena si sposta sulle Alpi di San Pellegrino. In uno spiazzo rustico, giunge Eleuteria, moglie dell'oste Spiridione, con la nuova che un certo uomo di malaugurio che abita in un tugurio ai piedi di un monte verrà sfrattato con sua moglie dal sindaco, perché questi crede che sia un furfante sotto mentite spoglie.  Giunge Carluccio, vestito da pezzente, che, dopo aver perso le tracce di Varnero, si è messo al servizio di Giorgio e Amelia, che sono appunto la coppia che verrà sfrattata il giorno stesso. Il napoletano chiede un po' di carità, ma viene scacciato da Eleuteria e Spiridione, con l'accusa di essere uno iettatore anche lui, nonché col sospetto che abbia a che fare con un gruppo di briganti che agisce in zona. Giunge all'osteria Albertino, ormai quasi diciottenne e giovane ufficiale, alla ricerca di Giorgio e Amelia; quando però fa domanda sulla coppia che abita nel tugurio, dove è stata indicata la loro residenza, Eleuteria gli sconsiglia di procedere nella ricerca; tuttavia torna Carluccio per chiedere al giovane la carità, e questi decide di farsi condurre da lui presso i genitori perduti. Nel tugurio, intanto, Amelia e la sua compagna Giorgetta temono per Giorgio, perché ancora non è rientrato a casa e si sta avvicinando un uragano. La giovane confida all'amica che sono due anni che la coppia vive di stenti e povertà; subito dopo, rientra Giorgio, dimesso, che porta due brutte notizie. La prima, è che il sindaco li sfratta; la seconda, è che Dermondo è morto in battaglia, lasciando tuttavia una cospicua somma ad Albertino. Irrompe subito dopo un brigante, ricoperto da un nero mantello e con una lunga barba, che esige alloggio per la notte. Giorgio ravvisa in lui Varnero, che narra che dopo essere stato condannato cinque anni prima, era stato costretto all'esilio e a darsi alla campagna. Varnero cerca di convincere Giorgio a unirsi a lui e ai suoi compagni, e lo conduce fuori dal tugurio per parlare; nel frattempo, giungono Carluccio ed Albertino. Questi dapprima si spaccia per un amico di Albertino; poi, dopo aver messo alla prova i sentimenti della madre adottiva, si palesa, e i due si stringono in un tenero abbraccio. Albertino apprende subito del ritorno di Varnero, e promette ad Amelia di prendersi lui carico di tutto con i soldi lasciatigli da Dermondo e fare vivere a lei e al marito una vita decente. Intanto fuori dalla capanna Carluccio informa Giorgio e Varnero dell'arrivo di un giovane ufficiale. Per l'ennesima volta, Varnero, vedendo nell'ufficiale una buona preda da derubare, insinua in Giorgio il germe della gelosia; questi però, si mostra più insicuro, e il brigante, seccato, decide di sbrigarsela da solo. Tuttavia un fulmine colpisce il tugurio, e lo abbatte; Albertino vede Varnero con il pugnale in mano, si scaglia contro lui e Giorgio e ferisce il primo con la spada; quando sta per riservare lo stesso trattamento a Giorgio, Amelia lo ferma svelandogli che lui è suo padre. la famiglia si ricongiunge, mentre Varnero, ferito mortalmente, spira imprecando, e Carluccio invece viene graziato da Albertino. Dopo tante sofferenze, il nucleo familiare finalmente è ricongiunto felicemente.

## Struttura musicale
- Sinfonia

### Epoca prima
- N. 1 - Introduzione Carte! Carte! (Coro, Belisa, Dermondo, Varnero, Carluccio, Giorgio)
- N. 2 - Duetto Io ti credo, e ti prometto (Belisa, Carluccio)
- N. 3 - Cavatina Di te che mai sarà (Amelia, Lucia, Valentino, Germany)
- N. 4 - Coro Lieti, e festosi, vadasi
- N. 5 - Finale I Troppo tardi a me venisti (Germany, Dermondo, Valentino, Amelia, Giorgio, Varnero, Lucia, Carluccio, Uffiziale, Belisa, Coro)

### Epoca seconda
- N. 6 - Preludio Solinga e misera (Amelia, Valentino, Lucia)
- N. 7 - Duetto Da quei labbri avvelenati (Amelia, Carluccio)
- N. 8 - Duetto In un giorno cui l'empia fortuna (Giorgio, Amelia)
- N. 9 - Quartetto Non m'è ignoto che il consorte (Dermondo, Amelia, Carluccio, Giorgio)
- N. 10 - Finale II Già l'abballo è accomenzato (Carluccio, Varnero, Amelia, Lucia, Dermondo, Giorgio, Valentino, Coro, Uffiziale)

### Epoca terza
- N. 11 - Introduzione La vita campestre (Coro, Eleuteria, Spiridione, Carluccio)
- N. 12 - Cavatina Certamente il militare (Albertino)
- N. 13 - Duetto Alterati dal dolore (Amelia, Albertino)
- N. 14 - Finale III Tu dicesti un Uffiziale? (Varnero, Carluccio, Giorgio, Albertino, Coro, Spiridione, Eleuteria, Giorgietta, Amelia)